# Jani Nyman
Jani Nyman, född 30 juli 2004, är en finländsk professionell ishockeyforward som är kontrakterad till Seattle Kraken i National Hockey League (NHL) och spelar för Coachella Valley Firebirds i American Hockey League (AHL).
Han har tidigare spelat för Ilves i Liiga och Koovee i Mestis.
Nyman draftades av Seattle Kraken i andra rundan i 2022 års draft som 49:e spelare totalt.

## Statistik
| 2021–2022    | Ilves                      | Liiga        | 10 | 0  | 1  | 1  | 0  | —  | — | — | — | — |
|              | Koovee                     | Mestis       | 34 | 18 | 17 | 35 | 20 | 2  | 1 | 1 | 2 | 0 |
| 2022–2023    | Ilves                      | Liiga        | 29 | 10 | 4  | 14 | 6  | 6  | 0 | 1 | 1 | 4 |
| 2023–2024    | Ilves                      | Liiga        | 48 | 26 | 17 | 43 | 2  | 5  | 1 | 1 | 2 | 0 |
|              | Coachella Valley Firebirds | AHL          | 5  | 2  | 0  | 2  | 2  | 9  | 1 | 0 | 1 | 4 |
| 2024–2025    | Seattle Kraken             | NHL          | 1  | 1  | 0  | 1  | 0  | —  | — | — | — | — |
|              | Coachella Valley Firebirds | AHL          | 55 | 26 | 15 | 41 | 27 | —  | — | — | — | — |
| NHL totalt   | NHL totalt                 | NHL totalt   | 1  | 1  | 0  | 1  | 0  | —  | — | — | — | — |
| Liiga totalt | Liiga totalt               | Liiga totalt | 87 | 36 | 22 | 58 | 8  | 11 | 1 | 2 | 3 | 4 |
| AHL totalt   | AHL totalt                 | AHL totalt   | 60 | 28 | 15 | 43 | 29 | 9  | 1 | 0 | 1 | 4 |

### Internationellt
| Källa: Uppdaterad: 2025-03-13 | Källa: Uppdaterad: 2025-03-13 | Källa: Uppdaterad: 2025-03-13 |         | Utv = Utvisningsminuter | Utv = Utvisningsminuter | Utv = Utvisningsminuter | Utv = Utvisningsminuter | Utv = Utvisningsminuter |
| År                            | Lag                           | Mästerskap                    | Matcher | Mål                     | Assists                 | Poäng                   | Utv                     |                         |
| ----------------------------- | ----------------------------- | ----------------------------- | ------- | ----------------------- | ----------------------- | ----------------------- | ----------------------- | ----------------------- |
| 2020                          | Finland                       | Ungdoms-OS                    | 4       | 0                       | 2                       | 2                       | 2                       |                         |
| 2021                          | Finland                       | Hlinka Gretzky                | 5       | 3                       | 4                       | 7                       | 2                       |                         |
| 2022                          | Finland                       | EYOWF                         | 4       | 2                       | 2                       | 4                       | 0                       |                         |
| 2022                          | Finland                       | U18-VM                        | 6       | 2                       | 2                       | 4                       | 2                       |                         |
| 2023                          | Finland                       | JVM                           | 5       | 2                       | 1                       | 3                       | 0                       |                         |
| 2024                          | Finland                       | JVM                           | 7       | 2                       | 4                       | 6                       | 2                       |                         |
| Junior totalt                 | Junior totalt                 | Junior totalt                 | 31      | 11                      | 15                      | 26                      | 8                       |                         |